# Eduardo Halfon
Eduardo Halfon Tenenbaum (Ciutat de Guatemala, 20 d'agost de 1971) és un escriptor i professor guatemalenc, seleccionat el 2007 pel Hay Festival i Bogotà Capital Mundial del Llibre com un dels trenta-nou escriptors llatinoamericans menors de 39 anys més importants. El 2018 va obtenir el Premi Nacional de Literatura del seu país.

## Biografia
Nascut en una família d'origen jueu polonès d'una banda i jueu àrab per una altra, va passar en Guatemala els primers deu anys de la seva vida, edat a la qual els seus pares van emigrar als Estats Units. El trasbals que això li va produir va fer que la cerca de la identitat es convertís més tard en un dels temes centrals de la seva obra. Com ell mateix assenyala, els seus llibres són “una cerca d'arrels, de comprendre la identitat, la meva identitat”.
El seu avi polonès, que era de Łódź, va ser arrestat per la Gestapo al setembre de 1939; la immensa majoria dels jueus d'aquesta ciutat no van sobreviure, entre ells els pares d'aquest avi seu i els tres germans, però ell va sobreviure a Auschwitz gràcies als consells d'un boxador. El número de presoner (69752) en aquest camp de concentració el seu avi el tenia tatuat en l'avantbraç i cada vegada que el petit Eduardo li preguntava què era això, contestava que era el seu telèfon i que li ho havia tatuat perquè no volia oblidar-lo. Ja com a escriptor, Halfon viatjarà a Łódź i Auschwitz, com ho farà també a Israel, i aquestes experiències quedaran reflectides en les seves històries.
Sent encara un nen, els seus pares se'l van emportar amb el seu germà i germana als Estats Units: "La meva família va haver de fugir de Guatemala, encara que al meu pare no li agrada que jo digui “fugir” perquè ell ho veu més com una sortida necessària per la situació que hi havia a Guatemala, amb guerra interna i un dictador en el poder. Des de llavors, jo no he parat de moure'm. L'altre dia li ho comentava a la meva parella: jo no he passat més de cinc o sis anys en una mateixa casa des que tenia deu anys. Porto tota la meva vida amb caixes, mudances i maletes. És la meva realitat, fins i tot ara que tinc un fill. Jo estic treballant a Nebraska i tots els meus llibres els tinc en caixes, ni tan sols els he tret perquè sé que en uns anys em tornaré a mudar", comentava Halfon en 2018.
Malgrat tot, aquest canvi al principi no el va sentir com a dramàtic: "Alguna cosa va succeir aquí, sí. Encara que va ser natural, no dramàtic. Ens mudem al lloc on feiem vacances, a Florida. Ho veia com unes vacances llargues, diguem. El trauma potser em va sortir més tard en forma de rebuig a Guatemala, i fins i tot a la meva llengua materna. Als Estats Units jo era també un desubicat. Però sempre intentant aparentar ser nord-americà. Em vaig començar a vestir com els nord-americans, vaig començar a parlar i a actuar com ells. És el que fem els emigrats. Sempre he escrit des d'aquí, des de fora. Sempre he estat l'estranger. Per aquí apareix el judaisme: el jueu pertany primer a una diàspora i després al país on neix".
Va estudiar enginyeria industrial a la Universitat Estatal de Carolina del Nord i després de titular-se va tornar en 1993 a Guatemala, ja que, per no tenir la ciutadania estatunidenca, no es podia quedar. Allí va començar a treballar en l'empresa constructora del seu pare, però "a penes parlava espanyol; ja no coneixia el meu país natal ni els seus costums. Em sentia com un estranger que, de sobte, es veu obligat a viure en un país aliè. I aquesta frustració va anar empitjorant, any rera any, fins que alguna cosa em va obligar a buscar ajuda o una resposta. Vaig tornar a la universitat per fer un parell de cursos de filosofia, creient que potser la filosofia, la raó, podia ajudar-me. La carrera a Guatemala és Filosofia i Lletres; és a dir, una sola carrera. Si jo volia prendre cursos de filosofia, em van dir, hauria de també prendre uns de literatura. I el cop va ser immediat. Vaig caure rotund per la ficció. No va ser la filosofia la que em va salvar, sinó la literatura. I em vaig convertir de sobte en lector obsessiu. Volia llegir tot el que no havia llegit als meus 28 anys. I la conseqüència de tanta lectura, un parell d'anys després, va ser l'escriptura. Escriure, per a mi, va ser una conseqüència. Vaig caure en l'escriptura, per accident". Com assegurava en una altra entrevista, "De nen i adolescent jo era el noi de les matemàtiques, jo no llegia contes ni novel·les".
En 2003, alguns anys després d'haver començat "a llegir com un possès", va debutar amb el seu llibre Esto no es una pipa, Saturno (compost per dos textos); d'aquí d'ara endavant es va convertir en un prolífic escriptor que ha conreat la novel·la i el conte.
Sobre el seu estil, ha dit: "Jo soc molt contingut, soc contista. Soc de llibres molt breus. Duelo és una novel·leta curtíssima, o un conte llarg, però sentiràs el mateix, sentiràs una contenció del llenguatge, molt cuidat. És la meva veu, és la meva manera de contar. M'encantaria poder escriure un llibre de 300 pàgines, i als meus editors també els encantaria perquè és més normal, més vendible. Jo escric el relat que em demana ser escrit, no imposo una extensió. Em deixo portar i es van apareixent coses en el camí. És tot molt intuïtiu, molt espontani, molt musical. Ho sento més que ho penso, però és la meva manera de contar". En 2013, va parlar en una entrevista en anglès sobre la seva "estricta rutina" com a escriptor (que pot haver canviat després del naixement del seu fill en 2016): treballa tots els dies, però només en els matins; primer llegeix unes hores primerenc i després, a les 9.30, quan està molent cafè, el soroll dels grans o l'olor el porten a escriure. Només pot treballar a casa i després que tots s'han anat; per això, quan està de viatge l'escriptura cessa.
Encara que afirma que els seus referents són de llengua anglesa —William Faulkner, Edgar Allan Poe, James Joyce—, escriu només en castellà, fet que explica així: “La meva infància va ser en espanyol i els meus llibres sempre van a la infància”, són “una reculada narrativa als meus orígens i un acostament a la intolerància religiosa i cultural”.
A Guatemala, després d'estudiar Filosofia i Lletres en la Universitat Rafael Landívar, va ensenyar durant diversos anys en la Francisco Marroquín, particularment literatura en la Facultat de Ciències Econòmiques i escriptura en l'Institut d'Estudis Polítics i Relacions Internacionals d'aquesta casa d'estudis. La seva obra —distingida amb una sèrie de premis entre els quals destaquen el Nacional de Literatura de Guatemala, el Roger Caillois i el també francès al  millor llibre estranger— ha estat traduïda a diversos idiomes.
Va tornar a abandonar el seu país amb destinació als Estats Units (probablement en part a causa de les amenaces vetllades rebudes i a la consegüent sensació d'inseguretat), però ha continuat viatjant periòdicament a Guatemala. En 2010 es va instal·lar a Nebraska, on ha viscut una desena d'anys; en aquest període va obtenir una Beca Guggenheim (2011), va ser escriptor resident del programa Sidney Harman del Baruch College (Nova York), escriptor visitant de la Universitat d'Iowa i al setembre de 2019 va obtenir una residència per un any acadèmic en París, en el Reid Hall de l'Institut per a Idees i Imaginació de la Universitat de Colúmbia, ciutat europea on viu amb la seva dona, biòloga, i el seu fill Leo (n. 2016).

## Obres

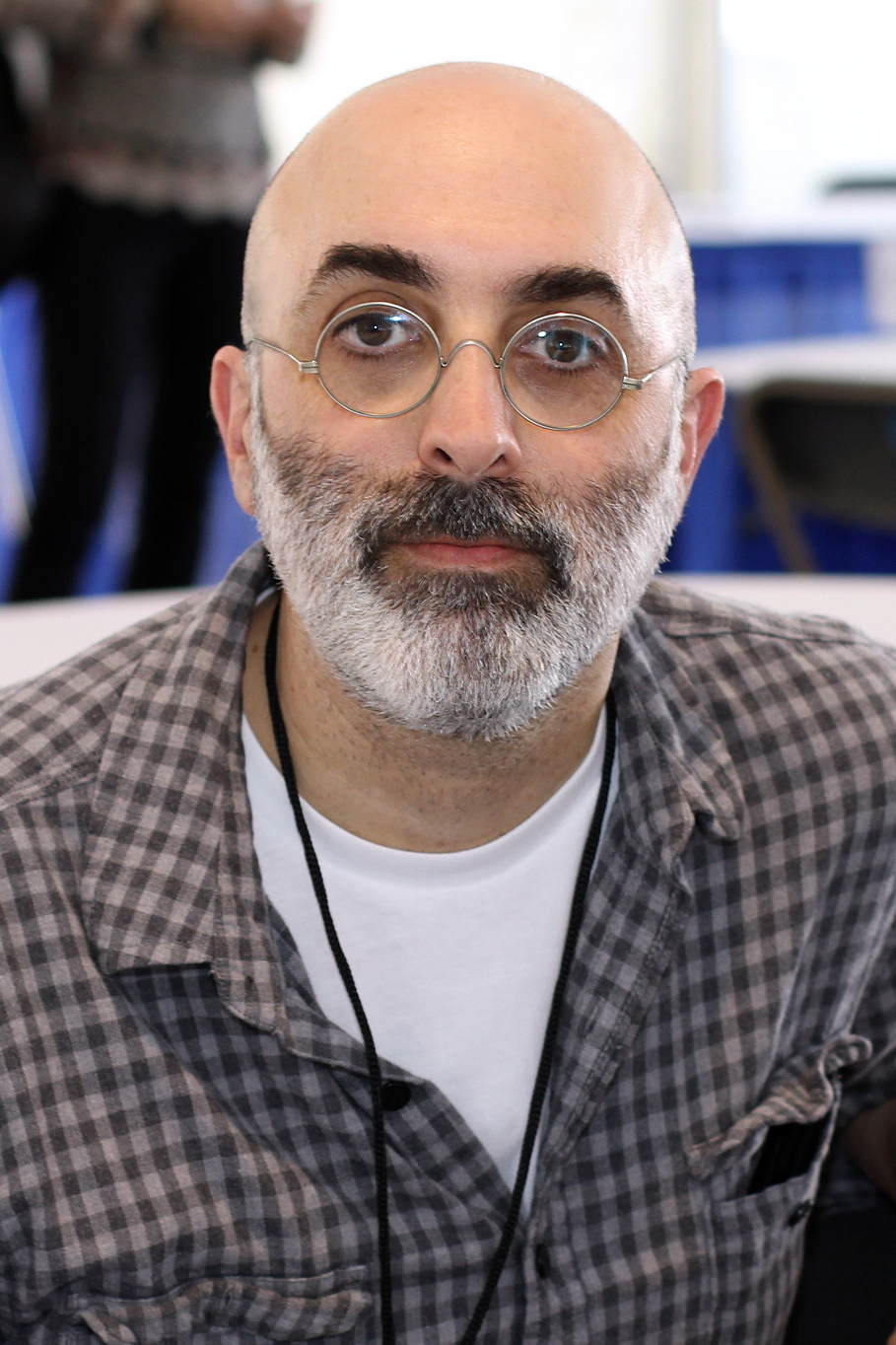
Halfon en 2008

- Esto no es una pipa, Saturno, dues novel·les breus, Alfaguara, Guatemala, 2003 (Punto de Lectura 2007)
- De cabo roto, Littera Books, Barcelona, 2003
- El ángel literario, Anagrama, Barcelona, 2004
- Siete minutos de desasosiego, contes, Panamericana Editorial, Colombia, 2007. Contiene 20 textos:
  - «Sacerdote», «Garibaldi», «Llanta pache», «Musgo», «Clases de hebreo», «El ábaco», «Muñequita», «Putas llorando», «Pradera del Ganso», «Chiquero», «Quiere tú ma café», «Azafrán», «Santos», «M8-10», «Auto de fe», «Cascabel», «Mucho macho», «El matapalos», «Nenúfar» y «Siete minutos de desasosiego»
- Clases de hebreo, contes, AMG, Logroño, 2008
- Clases de dibujo, contes, AMG, Logroño, 2009
- El boxeador polaco, Pre-Textos, València, 2008 (Editorial Germinal, San José, 2016)
- Morirse un poco, Galería Estampa, Madrid, 2009
- La pirueta, Pre-Textos, Valencia, 2010
- Los espacios irónicos, La Propia Cartonera, Montevideo, 2010
- Mañana nunca lo hablamos, Pre-Textos, València, 2011
- Elocuencias de un tartamudo, Pre-Textos, València, 2012. Contté 20 texts:
  - «A veces Micaela», «Peligro de extinción», «Con Senel en La Habana», «El chiste», «La pinta brava de un varón», «El escultor», «La escultora», «Hoyos», «El niño de los zapatos rojos», «Mediodía», «Mal fario», «Ausente», «La serenidad del brujo», «Siempre un pecho», «Espantan», «Tabaco y hachís», «El enenmigo del pobre»,	«Las cabras de Mussolini», «En estado interesante» i «Morirse un poco»
- Monasterio,[15] novela, Libros del Asteroide, 2014
- Signor Hoffman, contes, Libros del Asteroide, 2015. Conté:
  - «Signor Hoffman», «Bambú», «Han vuelto las aves», «Arena blanca, piedra negra», «Sobrevivir los domingos» i «Oh gueto mi amor»
- Duelo, Libros del Asteroide, 2017
- Clases de chapín, ciclo de cuentos que compila los ya publicados en los libros Clases de hebreo i Clases de dibujo i agrega Clases de machete, amb inèdits; Fulgencio Pimentel, Logroño, 2017
- Saturno, reedició a Espanya com a llibre independent d'aquesta novel·la curta (originalment publicada en 2003 amb Esto no es una pipa); Jekyl & Jill, 2017
- Biblioteca bizarra, Jekyl & Jill, 2018
- Oh gueto mi amor, relat del recull de contes Signor Hoffman, publicat com a llibre independent amb il·lustracions de l'artista bilbaí David de las Heras; Páginas de Espuma, 2018
- Canción, novel·la, Libros del Asteroide, 2021.

## Premis i reconeixements
- 2003: Semifinalista del Premi Herralde amb El ángel literario
- 2007: Seleccionat en 2007 pel Hay Festival i Bogotá39 com un dels 39 escriptors llatinoamericans menors de 39 anys més importants.[1]
- 2009: Premi Literari Café Bretón & Bodegas Olarra per Clases de dibujo
- 2010: Premio de Novela Corta José María de Pereda, por La pirueta (España)
- 2011: Beca Guggenheim[12]
- 2015: Premi Roger Caillois (França)
- 2016: Finalista del Premi Setenil amb Signor Hoffman[16]
- 2016: Finalista del Premi Hispanoamericà de Conte Gabriel García Márquez amb Signor Hoffman[17]
- 2018: Premi Nacional de Literatura de Guatemala[2]
- 2018: Premi al millor llibre estranger per Duelo (França)
- 2018: Premi de les Llibreries de Navarra, per Duelo (Espanya)
- 2019: Edward Lewis Wallant Award, per Duelo (EE. UU.)
- 2019: International Latino Book Award, per Duelo (EE. UU.)